# Aéroport international de Nanning Wuxu
L'aéroport international de Nanning Wuxu (code IATA : NNG • code OACI : ZGNN) est un aéroport qui dessert la ville de Nanning dans la province du Guangxi, en Chine. Il a ouvert en 1962 et a été rénové en 1990. Un nouveau terminal a ouvert en 2012. En 2013, l'aéroport de Nanchang Changbei a vu transiter 8 157 331 passagers.

## Situation

### Carte des 50 premiers aéroports de Chine
| \| 500 km1:25 016 000 \| Baotou Canton Changchun Changsha Chengdu-CTU Chengdu-TFU Chongqing Dalian Fuzhou Guilin Guiyang Haikou Hailar Hangzhou Harbin Hefei Hohhot Jinan Jinghong Kunming Lanzhou Lhassa Lijiang Nanchang Nankin Nanning Ningbo Pékin · Capitale Pékin · Daxing Qingdao Quanzhou Sanya Shanghaï-Pudong Shanghaï-Hongqiao Shantou-Chaozhou-Jieyang Shenyang Shenzhen Shijiazhuang Taiyuan Tianjin Ürümqi Wenzhou Wuhan Suzhou Xiamen Xi'an Xining Yantai Yinchuan Zhengzhou Zhuhai-Jinwan |
| 500 km1:25 016 000 |

## Compagnie et destinations
| Compagnies               | Destinations |
| ------------------------ | --- |
| 9 Air                    | Nankin |
| AirAsia                  | Kuala Lumpur |
| Air China                | Pékin-Capitale, Chengdu-Shuangliu, Hangzhou-Xiaoshan, Shanghai-Pudong |
| Air Macau                | Macao |
| Beijing Capital Airlines | Haikou, Hangzhou-Xiaoshan, Hohhot, Lanzhou, Qingdao-Jiaodong, Sanya-Phénix, Shenyang, Taiyuan-Wusu, Xi'an-Xianyang, Yinchuan Hedong |
| Cathay Dragon            | Hong Kong |
| Chengdu Airlines         | Changsha, Chengdu-Shuangliu, Jinan, Nanchang-Changbei, Shenyang, Wenzhou-Longwan, Wuhan, |
| China Eastern Airlines   | Dalian-Zhoushuizi, Haikou, Harbin Taiping, Hefei, Ji'an, Kunming-Changshui, Nankin, Shanghai-Hongqiao, Taiyuan-Wusu, Wenzhou-Longwan, Wuyishan (en), Yibin Wuliangye (en), Hanoï-Nội Bài, Phnom Penh, Vientiane-Wattay, Rangoun (Yangon) |
| China Express Airlines   | Chongqing-Jiangbei, Guiyang, Libo (en), Tongren Fenghuang (en) |
| China Southern Airlines  | - Pékin-Capitale, - Changchun, - Chengdu-Shuangliu, - Chongqing-Jiangbei, - Dalian-Zhoushuizi, - Fuzhou-Chánglè, - Canton-Baiyun, - Guilin-Liangjiang, - Guiyang, - Hangzhou-Xiaoshan, - Haikou, - Harbin Taiping, - Shantou-Chaozhou-Jieyang, - Kunming-Changshui, - Lanzhou, - Nankin, - Ningbo, - Shanghai-Hongqiao, - Shanghai-Pudong, - Shenyang, - Shenzhen-Bao'an, - Tianjin Binhai, - Ürümqi-Diwopu, - Wenshan-Puzhehei (en), - Wenzhou-Longwan, - Wuhan, - Xi'an-Xianyang, - Xiamen-Gaoqi, - Zhengzhou, - Bangkok-Suvarnabhumi, - Taïwan-Taoyuan |
| Donghai Airlines         | Haikou, Zhengzhou |
| Fuzhou Airlines          | Harbin Taiping |
| GX Airlines              | - Baise Bama, - Bijie-Feixiong (en), - Changde Taohuayuan (en), - Changsha, - Chengdu-Shuangliu, - Chongqing-Jiangbei, - Fuzhou-Chánglè, - Ganzhou Huangjin, - Guiyang, - Haikou, - Harbin Taiping, - Hohhot, - Huai'an, - Huaihua (zh), - Huizhou Pingtan (en), - Jinan, - Jining Da'an (en), - Lanzhou, - Luoyang, - Luzhou-Yunlong, - Meixian (en), - Nanchang-Changbei, - Nanchong (en), - Nanyang, - Qingdao-Jiaodong, - Sanya-Phénix, - Shijiazhuang, - Shiyan Wudangshan (en), - Tianjin Binhai, - Wenzhou-Longwan, - Wuhan, - Xi'an-Xianyang, - Xiangyang-Luiji, - Xinzhou (zh), - Yichang, - Yinchuan Hedong, - Yulin (en), - Zhengzhou, - Zhuhai, - Zunyi (zh), - Bangkok-Suvarnabhumi, - Singapour-Changi |
| Hainan Airlines          | Pékin-Capitale, Changsha, Haikou, Hangzhou-Xiaoshan |
| Hebei Airlines           | Chongqing-Jiangbei, Shijiazhuang |
| Jiangxi Air              | Nanchang-Changbei |
| Juneyao Airlines         | Nankin, Shanghai-Hongqiao |
| Loong Air                | Hangzhou-Xiaoshan, Ningbo |
| Lucky Air                | Shantou-Chaozhou-Jieyang, Mianyang Nanjiao, Zhengzhou |
| Nok Air                  | Bangkok-Don Muang, Chiang Mai, Phuket |
| Okay Airways             | Fuzhou-Chánglè, Haikou, Lianyungang-Huaguoshan, Phú Quốc, Shenzhen-Bao'an, Tianjin Binhai, Xi'an-Xianyang, Xiamen-Gaoqi, Yantai |
| Okay Airways             | Kalibo, Phú Quốc |
| Philippine Airlines      | Manille-N. Aquino Charter : Mactan-Cebu |
| Qingdao Airlines         | Changchun, Fuzhou-Chánglè, Qingdao-Jiaodong |
| Ruili Airlines           | Lanzhou |
| Scoot                    | Singapour-Changi |
| Shandong Airlines        | Dalian-Zhoushuizi, Guiyang, Hangzhou-Xiaoshan,Harbin Taiping, Hefei, Hengyang, Hohhot,Jinan, Nanchang-Changbei, Qingdao-Jiaodong, Ürümqi-Diwopu, Wuhan, Xiamen-Gaoqi, Yantai, Yinchuan Hedong, Zhuhai |
| Shanghai Airlines        | Shanghai-Pudong |
| Shenzhen Airlines        | Pékin-Capitale, Changchun, Changsha, Changzhou, Chengdu-Shuangliu, Chongqing-Jiangbei, Dalian-Zhoushuizi, Fuzhou-Chánglè, Haikou, Hangzhou-Xiaoshan,Harbin Taiping, Hefei, Nankin, Nantong Xingdong, Quanzhou Jinjiang, Shenyang, Shenzhen-Bao'an, Taiyuan-Wusu, Wanzhou-Wuqiao, Wuhan, Wuxi/Suzhou, Xi'an-Xianyang, Xining-Caojiabao, Yuncheng, Zhengzhou, Taïwan-Taoyuan |
| Sichuan Airlines         | Chengdu-Shuangliu, Chongqing-Jiangbei, Fuzhou-Chánglè, Hangzhou-Xiaoshan, Harbin Taiping, Lanzhou, Nanchang-Changbei, Ordos Ejin Horo, Wenzhou-Longwan, Wuhan, Xichang (en), Zhengzhou, Hô Chi Minh Ville (Tân Sơn Nhất), Singapour-Changi |
| Skywings Asia Airlines   | Charter : Siem Reap-Angkor |
| Spring Airlines          | Ningbo, Shanghai-Pudong, Shijiazhuang, Taizhou (Jiangsu) (en) |
| Suparna Airlines         | Jinan |
| Sriwijaya Air            | Charter : Denpasar-Bali |
| Thai AirAsia             | Pattaya U-tapao |
| Tianjin Airlines         | Haikou, Xi'an-Xianyang |
| Vietnam Airlines         | Charter : Cam Ranh |
| West Air                 | Hefei, Jinan, Zhengzhou |
| XiamenAir                | Fuzhou-Chánglè, Hangzhou-Xiaoshan, Harbin Taiping, Quanzhou Jinjiang, Tianjin Binhai, Wuhan, Xiamen-Gaoqi |

Édité le 11/01/2019